# Perdizione (film 1933)
Perdizione (The Story of Temple Drake) è un film del 1933, diretto da Stephen Roberts e basato sul romanzo Santuario di William Faulkner.

## Trama
In una città del Sud degli Stati Uniti, l'irrequieta e ribelle Temple Drake, figlia di un giudice, si trova coinvolta in una brutta storia, andando a finire nelle mani di alcuni contrabbandieri che abusano di lei. Portata in un bordello, verrà tenuta prigioniera mentre si sta svolgendo il processo per l'omicidio di un ragazzo, omicidio di cui viene accusato Lee Goodwin, uno dei contrabbandieri, quello che, in realtà, ha difeso la ragazza nascondendola a Trigger, il vero omicida. Lee, oltretutto, non vuole accusare Trigger perché hanno già tentato di ucciderlo in cella. L'avvocato difensore di Lee è Stephen, un giovane innamorato di Temple: dietro suggerimento di Ruby, la moglie del suo assistito, si reca nella casa di Reba, la maitresse, dove trova Temple in sottoveste. La ragazza, che si trova insieme a Trigger, temendo che il criminale uccida Stephen, gli dichiara di trovarsi lì di sua spontanea volontà. L'avvocato consegna ai due la citazione come testimoni al processo e se ne va. Temple, allora, cerca di fuggire ma è braccata da Trigger: lei, per difendersi, non volendo essere nuovamente violentata, gli spara uccidendolo.
In tribunale, Temple scongiura Stephen di non farla testimoniare e gli confessa di aver ucciso Trigger, ma l'avvocato non cede, senza ascoltare neanche gli avvertimenti del giudice che vorrebbe salvare l'onore della figlia. Sul banco dei testimoni, la giovane finalmente troverà il coraggio di raccontare la sua drammatica storia e di come il vero assassino di Tommy, un ragazzo che aveva cercato di difenderla, era stato Trigger, il suo stupratore, che poi lei ha ucciso. L'emozione è troppa, e Temple sviene. Orgoglioso di lei, Stephen la porta fuori dall'aula del tribunale.

## Produzione
Il film fu prodotto dalla Paramount Pictures.

## Distribuzione
Distribuito dalla Paramount Pictures, il film fu presentato in prima a New York il 6 maggio 1933. Nel dicembre dello stesso anno, uscì anche in Austria, mentre il 22 gennaio 1934 fu distribuito in Danimarca e, il 25 maggio 1934, in Portogallo.